# Bokermannohyla ibitipoca
Bokermannohyla ibitipoca és una espècie de granota endèmica del Brasil.